# トリグラフ (駆逐艦・初代)
トリグラフ (SMS Triglav) はオーストリア＝ハンガリー帝国海軍の駆逐艦。タトラ級。

## 艦歴
1912年8月1日、ガンツ・ダヌビウス社のPorto Réの造船所で起工。1913年12月22日進水。
1914年8月8日竣工。

### 第一次世界大戦
タトラ級6隻は第1水雷隊を編成し、巡洋艦「サイダ」などとともに第1水雷戦隊に属していた。なお、1914年10月20日に「サイダ」は「ヘルゴラント」と交代している。
1914年11月と12月や1915年4月に「ヘルゴラント」が駆逐艦を伴って出撃しているが、「トリグラフ」が参加しているかはわからない。
1915年2月18-19日、「ヘルゴラント」とタトラ級6隻はオトラント海峡へ出撃したが、敵を見なかった。
5月11日から17日にかけて、オスマン帝国へ向かう潜水艦「UB7」をポーラからオトラント海峡の南まで曳航した。そこからは「UB7」は単独でオスマン帝国へと向かい、無事到着している。次いで5月22日からは同様の潜水艦「UB3」をポーラからカッタロ湾まで曳航。その先は駆逐艦「Warasdiner」が「UB3」が曳航した。「Warasdiner」と別れた後、「UB3」は消息不明となった。
1915年5月23日、イタリアはオーストリア＝ハンガリー帝国に宣戦布告。翌日、オーストリア＝ハンガリー帝国海軍はアンコーナなどを攻撃した。この時、「トリグラフ」は巡洋艦「サイダ」、「Szigetvár」、駆逐艦「バラトン」とともにFグループを構成し、主力部隊の南方の哨戒を行った。
7月23日、「ヘルゴラント」やタトラ級駆逐艦などによるイタリア沿岸襲撃が実施された。「トリグラフ」と「リカ」はトレーミティ諸島に兵を上陸させて電信ケーブルを切断した。
7月28日、オーストリア＝ハンガリー帝国海軍は巡洋艦「サイダ」、タトラ級駆逐艦6隻などでイタリアが7月11日に占領したペラゴーザ島に対する攻撃を実施。砲撃後に108名を上陸させたが、オーストリア＝ハンガリー帝国側は敵兵力を過小評価しており、撃退された。
10月、オーストリア＝ハンガリー帝国軍やドイツ軍はセルビアに対する攻勢を開始。続いてブルガリア軍もセルビアに侵攻し、セルビアへのサロニカからの補給ルートを切断。アドリア海側からのルートがその代わりとなり、その切断がオーストリア＝ハンガリー帝国海軍に求められた。11月22日に「ヘルゴラント」と「サイダ」やタトラ級駆逐艦などは出撃してオトラント海峡へ向かい、2隻の船（「Palatino」、「Gallinara」）を沈めた。この後、タトラ級駆逐艦は巡洋艦「ヘルゴラント」や「ノファラ」などとともにカッタロへ移された。12月6日、「ヘルゴラント」、「サイダ」とタトラ級駆逐艦はドゥラッツォ港を攻撃した。
12月28日にドゥラッツォで発見された2隻のイタリア駆逐艦などを攻撃するため、同日夜カッタロより「ヘルゴラント」、「バラトン」、「チェペル」、「リカ」、「タトラ」、「トリグラフ」が出撃した。イタリア駆逐艦は発見されず、12月29日夜明けにドゥラッツォ港内に侵入した「チェペル」、「リカ」、「タトラ」、「トリグラフ」は汽船1隻とスクーナー2隻を沈めた。港外で出る際、おそらく「ヘルゴラント」の射線をふさがないようにしようとしたため（または沿岸砲の砲撃を避けようとして）機雷原に入ってしまい、「リカ」が触雷沈没。「トリグラフ」も触雷して缶室に浸水し航行不能となった。この機雷はイタリア巡洋艦「Puglia」と嚮導駆逐艦「Guiglielmo Pepe」により敷設されたものであった。
「チェペル」が曳索がスクリューに絡まり「トリグラフ」曳航に失敗した後、「タトラ」が「トリグラフ」を曳航し北上を開始。一方、ブリンディジから巡洋艦「ダートマス」、「クアルト」、フランス駆逐艦5隻（「Casque」、「Bisson」、「Renaudin」、「Commandant Bory」、「Commandant Lucas」）と、それより遅れて巡洋艦2隻と駆逐艦4隻が出撃していた。敵接近により「トリグラフ」乗員の退艦が命じられ、「ダートマス」グループが視認されると曳航中止となった。その後、「トリグラフ」はフランス駆逐艦によって沈められた。